# Henri Fin
Henri Paul Fin (nascido em 20 de março de 1950) é um ex-ciclista francês que participou nos Jogos Olímpicos de Verão de 1972 em Munique, onde terminou na décima oitava posição na corrida de 100 km contrarrelógio por equpies.